# Paul Adelstein
Pour les articles homonymes, voir Adelstein.
Paul Charles Adelstein est un acteur américain, né le 29 avril 1969 à Chicago (Illinois). Il est connu pour tenir le rôle de l'agent Paul Kellerman dans Prison Break et aussi en tant que Cooper Freedman dans la série Private Practice.

## Biographie
Paul Charles Adelstein naît à Chicago, dans l'Illinois, le 29 avril 1969 dans une famille juive réformée. Il étudie à Francis W. Parker School puis à Bowdoin College où il est membre de Phi Beta Kappa, obtenant un diplôme en Anglais avec la mention summa cum laude (avec la plus haute louange)
Il commence sa carrière professionnelle à l'âge de 20 ans. Il travaille successivement dans la troupe de comédiens dell'arte de John Cusack puis dans la troupe du Steppenwolf Theatre. Il participe à de nombreuses pièces de théâtre célèbres (dont Orange Mécanique).
Paul commence sa carrière d'acteur dans des téléfilms et séries indépendantes avant de débuter vraiment dans le « star system » grâce à deux participations dans "Urgences" mais avec un rôle différent en un espace de quatre ans.
En 2003, il côtoie George Clooney au cinéma dans Intolérable Cruauté puis participe à FBI : portés Disparus. Il devient ensuite partenaire secondaire de Tom Cruise dans Collateral puis passe par la case "Be Cool" en alternant avec des séries TV comme sa participation dans SCRUBS. Il est aussi à l'affiche dans Mémoires d'une Geisha juste avant de devenir l'impitoyable et sanguinaire agent Kellerman dans Prison Break.
Paul Adelstein est engagé pour jouer dans le spin-off de Grey's Anatomy. Il tient le rôle de Cooper Freedman dans la série Private Practice.
En 2013, Paul rejoint la distribution de la série Scandal, pour la saison 3, dans un rôle récurrent, il tient le rôle de Leo Bergen.
Il joue le mafieux Seamus Murphy dans la saison 5 de Brooklyn Nine-Nine.

## Vie privée
En novembre 2006, Paul épouse l'actrice Liza Weil, qui joue dans la série Gilmore Girls et qui est la tante de l'actrice Scarlett Estevez. Le 20 avril 2010 naît leur fille prénommée Joséphine Elizabeth Weil-Adelstein. Le couple annonce son divorce en avril 2016 et cela est effectif en novembre 2017. 
Il fait aussi partie d'un groupe de musique nommé Doris, dont il est le guitariste et le chanteur.
Son père s'appelle Harvey, et est avocat et sa mère s'appelle Doris et a travaillé au Chicago Community Trust.

## Filmographie

### Cinéma
- 1990 : Les Arnaqueurs (The Grifters) : Sailor - Young Paul
- 1997 : Peoria Babylon (en) : Brad Kessler
- 1997:Le mariage de mon meilleur ami
- 2000 : Endiablé (Bedazzled) : Bob / Roberto / Garçon sur la plage, Commentateur sportif / Garde de Lincoln
- 2002 : Intolérable Cruauté (Intolerable Cruelty) : Wrigley
- 2004 : Lawrence Melm
- 2004 : Bandwagon : Joe Rice
- 2004 : Collatéral (Collateral) : Fed #3
- 2005 : Mémoires d'une geisha (Memoirs of a Geisha) : Lieutenant Hutchins
- 2005 : Be Cool : Hy Gordon
- 2009 : Little Fish, Strange Pond : Philly
- 2022 : Le Menu (The Menu) de Mark Mylod : Ted, l'éditeur de Lilian Bloom
- 2025 : Deaf President Now! de Nyle DiMarco et Davis Guggenheim : Jerry Covell (documentaire ; voix)

### Télévision
- 1998-1999 : Cupid : Mike
- 1999 : Turks : Officier Cliff Fowler
- 1999 : Urgences (ER) : Hank Loman
- 2002 : R.U.S./H. : Tom Epstein
- 2002 : New York Unité Spéciale (Law & Order SVU) : Steven Kellerman
- 2002 : Urgences (ER) : Père de Tommy
- 2002 : Breaking News : Julian Kerbis
- 2002-2003 : Le Justicier de l'ombre (Hack) : Aldo Rossi
- 2003 : New York, unité spéciale (saison 4, épisode 14) : Steven Kellerman
- 2003 : FBI : Portés disparus : Dave
- 2004 : Las Vegas : Alex
- 2005 : Médium : Craig
- 2005-2009 : Prison Break : Agent Paul Kellerman / Owen Kravecki (rôle principal - saisons 1 et 2 / invité saisons 4 et 5)
- 2006 : Scrubs : Docteur Stone
- 2007 : Grey's Anatomy : Cooper Freedman (saison 3, épisode 22)
- 2007-2012 : Private Practice : Cooper Freedman
- 2013-2015 : Scandal : Leo Bergen[5],[6]
- 2014 : Un berceau sans bébé : Aaron Royal
- 2014-présent : Girlfriends' Guide to Divorce : Jack
- 2015 : New York, unité spéciale (saison 16, épisode 13) : Dr. Neil Alexander
- 2016-présent : Chance : Raymond Blackstone
- 2017-2018 : Brooklyn Nine-Nine : Seamus Murphy
- 2017 : Get Shorty : Wes Krupke
- 2017 : Imposters : Shelly Cohen
- 2018 : I Feel Bad : David
- 2019: Chicago Police Department (série télévisée): Directeur Jason Crawford
- 2024 : Agatha All Along : Jeff Kaplan
- 2024 : Monstres, l'histoire de Lyle et d’Erik Menendez (mini-série télévisée): avocat de l'accusation

## Voix francophones
En France, Boris Rehlinger est la voix régulière de Paul Adelstein.